# Jean-Marie Le Jean
Jean-Marie Le Jean (1831-1877) est un poète français de langue bretonne. Dans la littérature bretonne, il est connu sous son nom bardique d’Eostig Koat An Noz.

## Biographie
Jean-Marie Le Jean naît à Plounérin (Côtes-du Nord) le 16 juin 1831. Il fut instituteur à Loc-Envel, puis à Guingamp et enfin à Pontrieux.
Ses poésies, publiées dans des revues telles que la Revue de Bretagne et de Vendée ou sur feuilles volantes (notamment des gwerziou et des cantiques), ne furent jamais rassemblées en recueil.
On lui doit également une traduction en breton du Paroissien romain.
Il a été veuf trois fois et meurt à Paris en 1877 ou dans les derniers mois de 1876, seul, misérable et alcoolique.